# Liste der Biografien/Meig
Liste der Biografien |
Portal Biografien |
Personensuche
# |
A |
B |
C |
D |
E |
F |
G |
H |
I |
J |
K |
L |
M |
N |
O |
P |
Q |
R |
S |
T |
U |
V |
W |
X |
Y |
Z |
?
 
Ma |
Mb |
Mc |
Md |
Me |
Mf |
Mg |
Mh |
Mi |
Mj |
Mk |
Ml |
Mm |
Mn |
Mo |
Mp |
Mq |
Mr |
Ms |
Mt |
Mu |
Mv |
Mw |
Mx |
My |
Mz
 
Mea–Mee |
Mef |
Meg |
Meh |
Mei |
Mej |
Mek |
Mel |
Mem |
Men |
Meo |
Mep |
Mer |
Mes |
Met |
Meu |
Mev |
Mew |
Mex |
Mey |
Mez
 
Meib |
Meic |
Meid |
Meie |
Meif |
Meig |
Meih |
Meij |
Meik |
Meil |
Meim |
Mein |
Meip |
Meir |
Meis |
Meit |
Meiu |
Meiw |
Meix |
Meiz
Die Liste der Biografien führt alle Personen auf, die in der deutschsprachigen Wikipedia einen Artikel haben. Dieses ist eine Teilliste mit 22 Einträgen von Personen, deren Namen mit den Buchstaben „Meig“ beginnt.

## Meig

### Meige
- Meigen, Johann Wilhelm (1764–1845), deutscher Entomologe, Spezialist für Zweiflügler
- Meiger, Samuel (1532–1610), deutscher Pastor, Autor, Herausgeber und Gelehrter

### Meigg
- Meiggs, Henry (1811–1877), US-amerikanischer Unternehmer und Betrüger
- Meiggs, Russell (1902–1989), britischer Althistoriker

### Meigh
- Meigh, Alan Cotton (1920–2010), britischer Bauingenieur und Spezialist im Bereich der Geotechnik
- Meighan, Ernest (1971–2014), belizischer Straßenradrennfahrer
- Meighan, Owen (* 1944), belizischer Weitspringer
- Meighan, Ron (* 1963), kanadischer Eishockeyspieler
- Meighan, Thomas (1879–1936), US-amerikanischer Schauspieler
- Meighen, Arthur (1874–1960), kanadischer Politiker, Premierminister von Kanada
- Meighen, Frank Stephen (1870–1946), kanadischer Offizier, Impresario und Kunstmäzen
- Meighörner, Wolfgang (* 1958), deutscher Historiker und Museumsleiter

### Meign
- Meignan, Guillaume-René (1817–1896), katholischer Theologe, Apologet und Kardinal
- Meignan, Laetitia (* 1960), französische Judoka
- Meignan, Naïlé (* 2003), französische Sportkletterin
- Meigners, Ben, israelischer Jazzmusiker (Kontrabass)

### Meigr
- Meigret, Louis, französischer Grammatiker und Übersetzer

### Meigs
- Meigs, Henry (1782–1861), US-amerikanischer Jurist und Politiker
- Meigs, Joe Vincent (1892–1963), US-amerikanischer Gynäkologe
- Meigs, Montgomery (1945–2021), US-amerikanischer General der United States Army
- Meigs, Montgomery C. (1816–1892), US-amerikanischer General und Architekt
- Meigs, Return Jonathan Jr. (1764–1825), US-amerikanischer Politiker (Ohio)